# Jon Van Caneghem
Jon Van Caneghem est un développeur de jeux vidéo américain né en 1962 ou 1963, principalement connu pour avoir co-fondé New World Computing, entreprise qui a lancé et développé la série Might and Magic de 1983 à 2002,. Van Caneghem a entièrement codé et d'abord distribué seul son premier jeu, Might and Magic: The Secret of the Inner Sanctum, en vendant 5 000 copies avant qu'Activision ne décide d'assurer l'édition de cet opus.